# (4005) Dyagilev
(4005) Dyagilev (1972 TC2) – planetoida z grupy pasa głównego asteroid okrążająca Słońce w ciągu 3,84 lat w średniej odległości 2,45 j.a. Odkryta 8 października 1972 roku.